# العدوف (ريده ورياد)

تعديل مصدري - تعديل

العدوف محلة تابعة لقرية نفس ريد، التابعة لعزلة ريده ورياد بمديرية ذي السفال إحدى مديريات محافظة إب في الجمهورية اليمنية، بلغ تعداد سكانها 100 حسب تعداد اليمن لعام 2004.